# Glacier County
Glacier County is een county in de Amerikaanse staat Montana. Het licht tussen de Great Plains en de Rocky Mountains.
De county heeft een landoppervlakte van 7.756 km² en telt 13.778 inwoners (volkstelling 2020). De hoofdplaats is Cut Bank en het gemiddelde inkomen in de county is $36,045.